# Something Nice
Something Nice è un album della cantante jazz (e soul-jazz) Etta Jones, pubblicato nel 1961 dalla Prestige Records. Le registrazioni furono eseguite tutte negli studi di Rudy Van Gelder a Englewood Cliffs nel New Jersey (Stati Uniti).

## Tracce
Lato A
1. Through a Long and Sleepless Night – 2:57 (Mack Gordon, Alfred Newman) – Registrato il 30 marzo del 1961
2. My Heart Tells Me – 2:52 (Mack Gordon, Harry Warren) – Registrato il 30 marzo del 1961.
3. That's All There Is to That – 4:00 (Clyde Otis, Kelly Owens) – Registrato il 16 settembre 1960
4. Till There Was You – 2:08 (Meredith Wilson) – Registrato il 30 marzo del 1961
5. I Only Have Eyes for you – 3:14 (Al Dubin, Harry Warren) – Registrato il 16 settembre 1960
6. Maybe You'll Be There. – 3:41 (Rube Bloom, Sammy Gallop) – Registrato il 30 marzo del 1961

Lato B
1. Love Is the Thing – 3:43 (Ned Washington, Victor Young) – Registrato il 30 marzo del 1961
2. Almost Like Being in Love – 2:44 (Alan Jay Lerner, Frederick Loewe) – Registrato il 16 settembre 1960
3. Easy Living. – 4:55 (Ralph Rainger, Leo Robin) – Registrato il 16 settembre 1960
4. Canadian Sunset. – 2:37 (Norman Gimbel, Eddie Heywood) – Registrato il 16 settembre 1960
5. Fools Rush In – 4:02 (Rube Bloom, Johnny Mercer) – Registrato il 30 marzo del 1961

## Musicisti
- Etta Jones - voce
- Oliver Nelson - sassofono tenore (brano : B3)
- Jimmy Neeley - pianoforte (brani : A1, A2, A4, A6, B1 & B5)
- Richard Wyands - pianoforte (brani : A3, A5, B2, B3 & B4)
- Wally Richardson - chitarra (brani : A2, A4 & A6)
- Lem Winchester - vibrafono (brani : B3 & B4)
- Michel Mulia - contrabbasso (brani : A1, A2, A4, A6, B1 & B5)
- George Duvivier - contrabbasso (brani : A3, A5, B2, B3 & B4)
- Rudy Lawless - batteria (brani : A1, A2, A4, A6, B1 & B5)
- Roy Haynes - batteria (brani : A3, A5, B2, B3 & B4)